# Hopea centipeda
Hopea centipeda är en tvåhjärtbladig växtart som beskrevs av Peter Shaw Ashton. Hopea centipeda ingår i släktet Hopea och familjen Dipterocarpaceae. Inga underarter finns listade i Catalogue of Life.